# Jaꞑalif
Jaꞑalif (Yañalif) (tatarisch яңа әлифба jaꞑa əlifʙa, baschkirisch яңы әлифбә jaꞑь əlifʙə, abgekürzt яңалиф/jaꞑalif, wörtlich „Neues Alphabet“ in der offiziellen sowjetischen Presse), ist das Neue Turksprachige Alphabet (NTA), ein Projekt zur Übertragung aller Turksprachen in ein einheitliches lateinisches Alphabet, das in den späten 1920er Jahren als Teil des Allunions-Projekts der Latinisierung vorgeschlagen wurde. Es wurde 1928 in den turksprachigen und autonomen Republiken der UdSSR anstelle des arabischen Alphabets offiziell eingeführt. In den folgenden Jahren wurde es aber auch zur Grundlage nicht nur der turksprachigen, sondern aller neu eingeführten lateinischen Alphabete während der Latinisierung in der Sowjetunion. In den Jahren 1938 bis 1940 wurden die auf Jaꞑalif basierenden Latein-Alphabete durch kyrillische Alphabete ersetzt. Jaꞑalif wird derzeit nicht mehr verwendet.
Das Alphabet bestand aus 33 Zeichen, davon 9 für Vokale. Der Apostroph wurde verwendet, um auf den Glottisschlag (analog dem arabischen Zeichen Hamza) zu verweisen, und wurde manchmal als separater Buchstabe betrachtet. Für ausländische Namen wurden teilweise zusätzliche Buchstaben verwendet. Ein Kleinbuchstabe des Buchstabens B sah so aus ʙ, um nicht mit dem Buchstaben  verwechselt zu werden, und die Großform des Buchstabens Y sah wie das kyrillische у aus. Der Buchstabe №33 aus dem Alphabet ist nicht in Unicode dargestellt, sieht aber wie ein Weichheitszeichen (Ь ь) in kyrillischer Schrift. Der Großbuchstabe Ə für den Schwa-Laut sieht in einer Reihe von Varianten der Schrift aus wie das kyrillische Э.

## Geschichte
Im Jahr 1926 empfahl der türkische Kongress in Baku, alle türkischen Sprachen in das lateinische Alphabet zu übertragen. Seit April 1926 erarbeitete die Gesellschaft tatarisch Яңа татар әлифбасы Jaꞑa tatar əlifвasь, deutsch ‚Das neue tatarische Alphabet‘ in Kasan (tatarisch Яңалиф Jaꞑalif).

N mit Abstrich, enthalten in Unicode seit Version 6.0 (Position U+A790, U+A791). In einer Reihe von latinisierten Tatar-Schriftarten wird dieses Zeichen heute als Ñ dargestellt.

| Nr.    | Zeichen | Yaña imlâ basierend auf arab. Buchstaben | latinisierte Version | kyrillische Version (Tatarisch) |
| ------ | ------- | ---------------------------------------- | -------------------- | ------------------------------- |
| 1      | A a     | ﯪ                                        | A a                  | А а                             |
| 2      | B ʙ     | ﺏ                                        | B b                  | Б б                             |
| 3      | C c     | ﭺ                                        | Ç ç                  | Ч ч                             |
| 4      | Ç ç     | ﺝ                                        | C c                  | Җ җ                             |
| 5      | D d     | ﺩ                                        | D d                  | Д д                             |
| 6      | E e     | ﺋ                                        | E e                  | Е е (э)                         |
| 7      | Ə ə     | ﺋﻪ                                       | Ä ä                  | Ә ә                             |
| 8      | F f     | ﻑ                                        | F f                  | Ф ф                             |
| 9      | G g     | ﮒ                                        | G g                  | Г г (гь)                        |
| 10     | Ƣ ƣ     | ﻉ                                        | Ğ ğ                  | Г г (гъ)                        |
| 11     | H h     | ﻩ                                        | H h                  | Һ һ                             |
| 12     | I i     | ئی                                       | İ i                  | И и                             |
| 13     | J j     | ﻯ                                        | Y y                  | Й й                             |
| 14     | K k     | ﮎ                                        | K k                  | К к (кь)                        |
| 15     | L l     | ﻝ                                        | L l                  | Л л                             |
| 16     | M m     | ﻡ                                        | M m                  | М м                             |
| 17     | N n     | ﻥ                                        | N n                  | Н н                             |
| 18     | Ꞑ ꞑ     | ﯓ                                        | Ñ ñ                  | Ң ң                             |
| 19     | O o     | ﯰ,                                       | O o                  | О о                             |
| 20     | Ɵ ɵ     | ﯰ                                        | Ö ö                  | Ө ө                             |
| 21     | P p     | ﭖ                                        | P p                  | П п                             |
| 22     | Q q     | ﻕ                                        | Q q                  | К к (къ)                        |
| 23     | R r     | ﺭ                                        | R r                  | Р р                             |
| 24     | S s     | ﺱ                                        | S s                  | С с                             |
| 25     | Ş ş     | ﺵ                                        | Ş ş                  | Ш ш                             |
| 26     | T t     | ﺕ                                        | T t                  | Т т                             |
| 27     | U u     | ﯮ,                                       | U u                  | У у                             |
| 28     | V v     | ﻭ                                        | W w                  | В в (в, у)                      |
| 29     | X x     | ﺡ                                        | X x                  | Х х                             |
| 30     | У y     | ﯮ                                        | Ü ü                  | Ү ү                             |
| 31     | Z z     | ﺯ                                        | Z z                  | З з                             |
| 32     | Ƶ ƶ     | ﮊ                                        | J j                  | Ж ж                             |
| 33     |         | ﺋ,                                       | I ı                  | Ы ы                             |
| (34.1) | '       | ء                                        | '                    | ъ, ь, э                         |
| (34.2) |         | ئی,                                      | (Í í)                | ый                              |

## Der Übergang zum Kyrillischen (1938–1940)
1939 begann die vollständige Kyrillisierung der nationalen Literatur der UdSSR. Wie angekündigt, erfolgte der Wechsel des lateinischen zum kyrillischen Alphabet „auf Wunsch der Arbeiter“.

## Versuche, Jaꞑalif für die tatarische Sprache wiederzubeleben (Anfang der 1990er Jahre)
In den 1990er Jahren wurde in Tatarstan versucht, Jaꞑalif mit dem Buchstaben W wiederzubeleben, um die tatarische Phonetik besser wiederzugeben. Die Versuche scheiterten jedoch an einer Reihe technischer Probleme, insbesondere aufgrund fehlender Lettern in Druckereien und der nicht vorhandenen Freigabe von Jaꞑalif.  Im Jahr 2000 wurde in Tatarstan eine neue Version des lateinischen Alphabets nahe dem modernen türkischen Alphabet angenommen, das jedoch 2002 durch einen Beschluss des Verfassungsgerichts der Russischen Föderation für den offiziellen Gebrauch verboten wurde.